# Sadayoshia balica
Sadayoshia balica is een tienpotigensoort uit de familie van de Munididae. De wetenschappelijke naam van de soort is voor het eerst geldig gepubliceerd in 1935 door Boone.